# Landskapsvapen i Sverige
Sveriges landskapsvapen härstammar i de flesta fall från 1500-talet. Landskapsvapen för de dåvarande svenska (inklusive det svenskstyrda Finland) kompletterades senare av vapen för de landskap som Sverige erövrade från Danmark-Norge.

## Historia

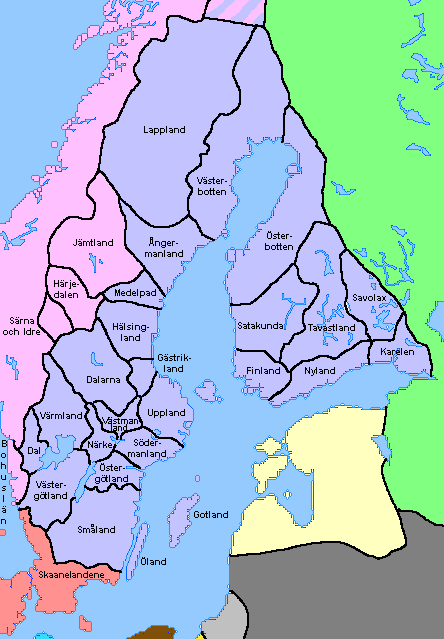
Sveriges (inklusive Finland) landskap runt 1560.

### Bakgrund
I december månad 1560, i samband med begravningen av kung Gustav Vasa, lät hans son och efterträdare Erik XIV utforma vapen för alla de 24 dåvarande landskapen i Sverige och Finland. Dessa bestod då av 7 landskap öster om Bottniska viken och 17 landskap väster om Bottniska viken. Landskapen i öster var Österbotten, Satakunda, Tavastland, Savolax, Karelen, Nyland och Finland (motsvarande Egentliga Finland samt Åland) – se vidare Galleri över landskapsvapen i Finland.
De 17 landskapen i väster lär ha bestått av Öland, Småland, Västergötland, Dalsland, Värmland, Närke, Östergötland, Södermanland, Uppland, Västmanland, Dalarna, Gästrikland, Hälsingland, Medelpad, Ångermanland, Västerbotten samt Lappland. Det sistnämnda landskapet fick ett eget vapen (landskapssigill) under 1560-talet. Däremot var Gotland vid denna tid danskkontrollerat territorium.
Vapnen vid Gustav Vasas begravning var målade på svarta fanor av siden, och de fördes i begravningsprocessionen från Stockholm till Uppsala. De framfördes enligt en gällande rangordning mellan landskapen, där Uppland sågs som främst.
De svenska landskapsvapen var inspirerade av de ceremoniformer som var vanliga i renässansens västeuropeiska furstehov. Heraldiska vapen användes för både arvländer och olika provinser, och de markerade nationalstatens makt. Erik XIV hade blivit bekant med detta bruk vid sina utländska resor, inte minst i samband med den ståtliga begravningen 1558 av Karl V. Själva vapenutformningen lär någon heraldiskt utbildad hovkonstnär ha stått för, i direkt samråd med kung Erik.
En del av landskapsvapnen hade dock äldre ursprung. Dalarnas två korslagda pilar och öppna krona fanns redan på mynt från 1520-talet.

### Tidiga förändringar
Redan under 1560-talet genomfördes stora förändringar av flera av 1560 års landskapsvapen. Detta inkluderade vapnen för Småland och Värmland, där det senare fick en heraldisk örn (istället för en järv). Johan III beslutade åren 1569–70 om bearbetningar av alla landskapsvapen, så de mer konsekvent följde stilidealen under den rådande renässansen. Under Johan III:s regeringstid började landskapsvapnen också förekomma allt oftare och mer standardiserat, på mynt, medaljer, sigill, gravyrer och kopparstick.
Därefter har utformningen av de svenska landskapsvapnen endast fått smärre förändringar.

### 1600- till 1800-talet
Landskap erövrade från Danmark och Norge på 1600-talet fick vapen i samband med att de blev svenska. Detta inkluderade Halland, Gotland, Härjedalen och Jämtland (svenska efter freden i Brömsebro 1645), Skåne, Blekinge och Bohuslän (svenska efter freden i Roskilde 1658). Gotlands landskapsvapen hade då rötter från cirka 1280 och dåtida mynt, medan det krönta griphuvudet i Skåne går tillbaka till 1437 års stadsvapen i Malmö.
På 1700- och 1800-talet förlorades landskapen öster om Bottniska viken till kejsardömet Ryssland. Karelen blev i huvudsak ryskt område efter fredsavtalen 1721 och 1743, medan resten av landskapen 1809 uppgick i storfurstendömet Finland, under rysk överhöghet.
Landskapsvapnen fick officiellt och kungligt fastställande först 1884–85. Vid den samtidiga översynen förtydligade man kopplingarna till 1570 års renässansupplaga.

### 1900-talet
Under 1900-talet normaliserades vapnen något i samband med nya fastställelser, vilka skedde i omgångar mellan åren 1925 och 1972. Här var det främst vapenbeskrivningarna (blasoneringen) som korrigerades.
Det sist fastslagna vapnet är det för Norrbotten, ett landskap som skapades 1810 som en utbrytning ur dåvarande Västerbotten. som tillkom så sent som på 1990-talet.

## Galleri över landskapsvapnen
Nedan presenteras de nutida svenska landskapsvapnen. De är 25 stycken, ett antal som gällt sedan 1810 (oräknat unionsbrodern Norge och dess fylken).

Blekinges landskapsvapen
Bohusläns landskapsvapen
Dalarnas landskapsvapen
Dalslands landskapsvapen
Gotlands landskapsvapen
Gästriklands landskapsvapen
Hallands landskapsvapen
Hälsinglands landskapsvapen
Härjedalens landskapsvapen
Jämtlands landskapsvapen
Lapplands landskapsvapen
Medelpads landskapsvapen
Norrbottens landskapsvapen
Närkes landskapsvapen
Skånes landskapsvapen
Smålands landskapsvapen
Södermanlands landskapsvapen
Upplands landskapsvapen
Värmlands landskapsvapen
Västerbottens landskapsvapen
Västergötlands landskapsvapen
Västmanlands landskapsvapen
Ångermanlands landskapsvapen
Ölands landskapsvapen
Östergötlands landskapsvapen